# Taste
Taste var en irländsk bluesrocktrio med gitarristen och sångaren Rory Gallagher som frontman. 
Gallagher bildade bandet 1966, med basisten Eric Kittringham och trummisen Norman Damery. Efter att Gallagher flyttat till London 1968 satte han ihop en ny version av bandet med Charlie McCracken som basist och John Wilson som trummis. De följande åren gav de ut studioalbumen Taste och On the Boards, varav det senare nådde topp 20 på UK Albums Chart. 1970 spelade bandet på Isle of Wight Festival.
Gruppen splittrades senare samma år och Rory Gallagher inledde en solokarriär. Bandet återförenades 1996, dock utan Gallagher som avlidit året innan.

## Medlemmar
Nuvarande medlemmar
- John Wilson[vem?] - trummor (1968-1970, 2000-nutid)
- Sam Davidson - gitarr, sång (2000-nutid)
- Albert Mills - bas (2000-nutid)

Tidigare medlemmar
- Rory Gallagher - gitarr, sång, saxofon, munspel (1966-1970; död 1995)
- Eric Kitteringham - bas (1966-1968; död 2013)
- Norman Damery - trummor (1966-1968)
- Richard McCracken - bas (1968-1970)

## Diskografi
Studioalbum
- 1969 – Taste
- 1970 – On the Boards
- 1972 – Taste First (inspelad 1967 - återutgiven som In the Beginning (1974) och Take It Easy Baby (1976))
- 2009 – Wall to Wall
- 2010 – John Wilson's Taste of Rory

Livealbum
- 1971 – Live Taste
- 1972 – Live at the Isle of Wight
- 1978 – In Concert (inspelad vid The Marquee 1968)
- 2010 – Live in San Francisco

Singlar/EPs
- 1968 - Blister on the Moon / Born on the Wrong Side of Time
- 1969 - Born on the Wrong Side of Time / Same Old Story
- 1969 - What's Going On / Born on the Wrong Side of Time + Blister on the Moon
- 1972 - What's Going On / Railway and Gun
- 1982 - Blister on the Moon / Sugar Mama / Catfish / On the Boards (EP)